# Lubczyna (Łódź)
Pour les articles homonymes, voir Lubczyna.
Lubczyna est une localité polonaise de la gmina et du powiat de Wieruszów en voïvodie de Łódź.